# 网上订餐

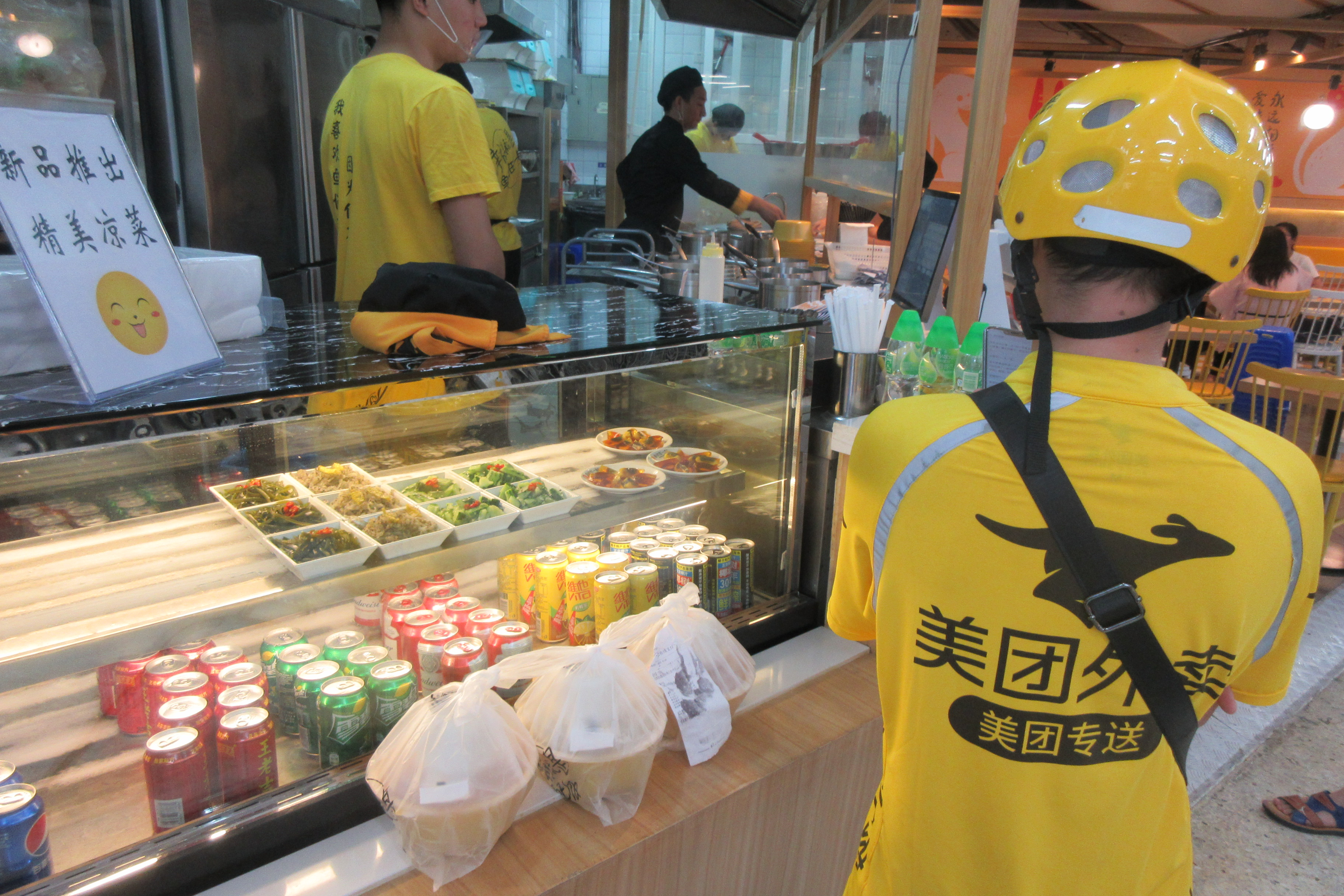
在餐厅，美团外卖的一名送餐员替订餐者领取食物

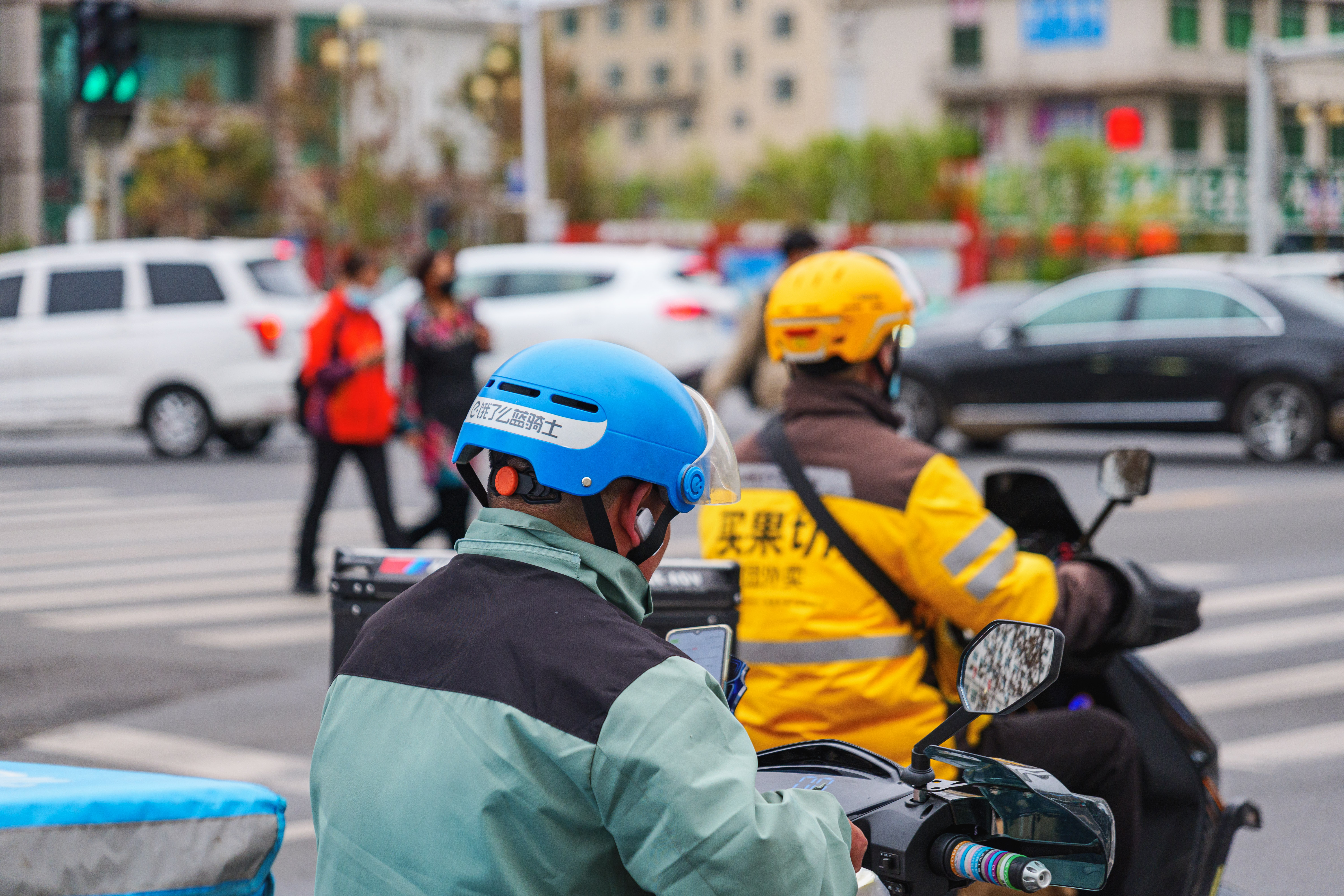
延吉市街头的美团与饿了么送餐员

線上訂餐是指透过互联网遠距離订购餐品的送餐上门或自取餐點的服务。
网上订餐改變了傳統電話訂購外賣服務的模式，可以提供更加方便、快捷、自主的資訊，來幫助用戶找到合適自己的外賣服務。隨著互聯網技術的迅速發展，不少外賣網站已經可以實現直接透過網路訂購外賣服務，如果商戶裝有訂單機，還可以即時傳送訂單。
外賣網站是提供外賣服務的網站，一般的理解是線上訂餐服務，例如線上可以訂購中餐包括便當、快餐、點心等，西式的菜品像肯德基、麥當勞等。這個是大家普遍理解的外賣網站的含義。其實從廣義來說以網路為媒介提供線下服務和商品的網站都可以是外賣網站的範疇，例如叫快遞、送水、送花、送煤氣、送商品、上門維修、送藥等。這些都屬於外賣網站可以提供的外賣服務。
在行動網路时代，外卖服务的载体更多变成了移动设备。用户更多通过行動應用程式等，利用位置訊息，通过地图服务，能够更方便使用。

## 食安問題
外賣APP由於消費者看不見實體廚房或餐館情況，衛生狀態成為一大問題，除了政府和網站方加強稽查外亦有餐飲業者發現此為一種市場區隔商機，主打結合網路直播科技播放廚房情況，讓消費者前往特定網站觀看也開放實際地址讓人視察，此種「透明廚房」模式反而讓自己的餐食有較高售價依然能賣出。